# Eurocopa Sub-21 de 2004
La Eurocopa Sub-21 de 2004 fue la 25.ª edición del torneo de fútbol en el cual participaron selecciones con jugadores nacidos a partir del 1 de enero de 1980. Se inició el 27 de mayo de 2004 y finalizó el 8 de junio del mismo. La sede fue Alemania y participaron ocho equipos que avanzaron después de jugar la eliminatoria previa; además los tres primeros clasificados del torneo ganaron su plaza para participar en los Juegos Olímpicos de Atenas 2004.

## Equipos participantes
| Equipos participantes | Equipos participantes | Equipos participantes | Equipos participantes |
| --------------------- | --------------------- | --------------------- | --------------------- |
| Alemania              | Croacia               | Portugal              | Suecia                |
| Bielorrusia           | Italia                | Serbia y Montenegro   | Suiza                 |
|                       |                       |                       |                       |

## Resultados
- Los horarios corresponden a la hora de Alemania (CEST; UTC+2)

Leyenda: Pts: Puntos; PJ: Partidos jugados; PG: Partidos ganados; PE: Partidos empatados; PP: Partidos perdidos; GF: Goles a favor; GC: Goles en contra; DIF: Diferencia de goles.

### Primera fase

#### Grupo A
| Equipo              | Pts | PJ | PG | PE | PP | GF | GC | DIF |
| ------------------- | --- | -- | -- | -- | -- | -- | -- | --- |
| Italia              | 6   | 3  | 2  | 0  | 1  | 4  | 3  | 1   |
| Serbia y Montenegro | 6   | 3  | 2  | 0  | 1  | 6  | 5  | 1   |
| Bielorrusia         | 4   | 3  | 1  | 1  | 1  | 1  | 3  | 0   |
| Croacia             | 1   | 3  | 0  | 1  | 2  | 2  | 7  | -2  |

| 27 de mayo de 2004, 18:15 | Serbia                       | 3:2     | Croacia                    | Niederrheinstadion, Oberhausen             |                                            |
|                           | Lazović 37', 86' · Lovre 47' | Reporte | Eduardo 49' · Kranjčar 68' | Árbitro(s): Luis Medina Cantalejo (España) | Árbitro(s): Luis Medina Cantalejo (España) |

| 27 de mayo de 2004, 20:45 | Italia        | 1:2     | Bielorrusia            | Rewirpowerstadion, Bochum             |                                       |
|                           | Gilardino 58' | Reporte | Kirenkin 6' · Hleb 44' | Árbitro(s): Matt Messias (Inglaterra) | Árbitro(s): Matt Messias (Inglaterra) |

| 29 de mayo de 2009, 15:30 | Bielorrusia   | 1:1     | Croacia   | Niederrheinstadion, Oberhausen             |                                            |
|                           | Kirylchyk 82' | Reporte | Lučić 38' | Árbitro(s): Michal Beneš (República Checa) | Árbitro(s): Michal Beneš (República Checa) |

| 29 de mayo de 2004, 20:45 | Italia          | 2:1     | Serbia       | Rewirpowerstadion, Bochum               |                                         |
|                           | Sculli 30', 53' | Reporte | Vukčević 86' | Árbitro(s): Grzegorz Gilewski (Polonia) | Árbitro(s): Grzegorz Gilewski (Polonia) |

| 1 de junio de 2004, 20:45 | Italia       | 1:0     | Croacia | Rewirpowerstadion, Bochum            |                                      |
|                           | De Rossi 21' | Reporte |         | Árbitro(s): Bertrand Layec (Francia) | Árbitro(s): Bertrand Layec (Francia) |

| 1 de junio de 2004, 20:45 | Bielorrusia  | 1:2     | Serbia                               | Niederrheinstadion, Oberhausen        |                                       |
|                           | Shkabara 13' | Reporte | Lazović 47' (pen.) · Milovanović 55' | Árbitro(s): Alexandru Tudor (Rumanía) | Árbitro(s): Alexandru Tudor (Rumanía) |

#### Grupo B
| Equipo   | Pts | PJ | PG | PE | PP | GF | GC | DIF |
| -------- | --- | -- | -- | -- | -- | -- | -- | --- |
| Suecia   | 9   | 3  | 3  | 0  | 0  | 8  | 3  | 5   |
| Portugal | 4   | 3  | 1  | 1  | 1  | 5  | 6  | -1  |
| Alemania | 3   | 3  | 1  | 0  | 2  | 4  | 5  | -1  |
| Suiza    | 1   | 3  | 0  | 1  | 2  | 4  | 7  | -3  |

| 28 de mayo de 2004, 18:15 | Alemania                    | 2:1     | Suiza     | Stadion am Bruchweg, Maguncia        |                                      |
|                           | Auer 21' · Hitzlsperger 63' | Reporte | Degen 75' | Árbitro(s): Bertrand Layec (Francia) | Árbitro(s): Bertrand Layec (Francia) |

| 28 de mayo de 2004, 20:45 | Suecia                           | 3:1     | Portugal    | Carl-Benz-Stadion, Mannheim           |                                       |
|                           | Elmander 40', 50' · Ishizaki 71' | Reporte | Almeida 28' | Árbitro(s): Alexandru Tudor (Rumanía) | Árbitro(s): Alexandru Tudor (Rumanía) |

| 30 de mayo de 2004, 18:15 | Alemania    | 1:2     | Suecia                     | Carl-Benz-Stadion, Mannheim                |                                            |
|                           | Jönsson 49' | Reporte | Jönsson 28' · Elmander 62' | Árbitro(s): Luis Medina Cantalejo (España) | Árbitro(s): Luis Medina Cantalejo (España) |

| 30 de mayo de 2004, 20:45 | Suiza                       | 2:2     | Portugal                         | Stadion am Bruchweg, Maguncia         |                                       |
|                           | Vonlanthen 57' · Baykal 86' | Reporte | Martins 66' (pen.) · Almeida 71' | Árbitro(s): Matt Messias (Inglaterra) | Árbitro(s): Matt Messias (Inglaterra) |

| 2 de junio de 2004, 16:15 | Alemania           | 1:2     | Portugal                   | Stadion am Bruchweg, Maguncia           |                                         |
|                           | Schweinsteiger 41' | Reporte | Almeida 24' · Lourenço 78' | Árbitro(s): Grzegorz Gilewski (Polonia) | Árbitro(s): Grzegorz Gilewski (Polonia) |

| 2 de junio de 2004, 16:15 | Suiza        | 1:3     | Suecia                                    | Carl-Benz-Stadion, Bochum                  |                                            |
|                           | Barnetta 21' | Reporte | Kim Jaggy 40' (p.p.) · Rosenberg 62', 68' | Árbitro(s): Michal Beneš (República Checa) | Árbitro(s): Michal Beneš (República Checa) |

### Segunda fase
|  | Semifinales                | Semifinales         |   |  | Final              | Final |  |
|  |                            |                     |   |  |                    |       |  |
|  | Bochum, 5 de junio         |                     |   |  |                    |       |  |
|  | Italia                     | 3                   |   |  |                    |       |  |
|  | Portugal                   | 1                   |   |  |                    |       |  |
|  |                            |                     |   |  |                    |       |  |
|  |                            |                     |   |  | Bochum, 8 de junio |       |  |
|  |                            |                     |   |  | Italia             | 3     |  |
|  |                            | Serbia y Montenegro | 0 |  |                    |       |  |
|  |                            |                     |   |  |                    |       |  |
|  |                            |                     |   |  |                    |       |  |
|  |                            |                     |   |  |                    |       |  |
|  | Oberhausen, 5 de junio     |                     |   |  |                    |       |  |
|  | Suecia                     | 1 (5)               |   |  |                    |       |  |
|  | Serbia y Montenegro (pen.) | 1 (6)               |   |  |                    |       |  |

#### Semifinales
| 5 de junio de 2004, 20:45 | Italia                         | 3:1 (2:1) | Portugal     | Rewirpowerstadion, Bochum                  |                                            |
|                           | Gilardino 19', 77' · Pinzi 24' | Reporte   | Oliveira 28' | Árbitro(s): Michal Beneš (República Checa) | Árbitro(s): Michal Beneš (República Checa) |

| 5 de junio de 2004, 18:15 | Suecia         | 1:1 (1:0) | Serbia          | Niederrheinstadion, Oberhausen        |                                       |
|                           | Stefanidis 36' | Reporte   | Miloš Marić 91' | Árbitro(s): Matt Messias (Inglaterra) | Árbitro(s): Matt Messias (Inglaterra) |

| Tiros desde el punto penal |                  |     |                  |             |
| Ishizaki                   | Acierto de penal | 1:1 | Acierto de penal | Delibašić   |
| Jon Jönsson                | Acierto de penal | 2:2 | Acierto de penal | Vukčević    |
| Holmén                     | Acierto de penal | 3:3 | Acierto de penal | Milovanović |
| Dorsin                     | Acierto de penal | 4:4 | Acierto de penal | Đalović     |
| Rosenberg                  | Acierto de penal | 5:5 | Acierto de penal | Miladinović |
| Stefanidis                 | Fallo de penal   | 5:6 | Acierto de penal | Miloš Marić |

#### Final
| 8 de junio de 2004, 21:00 | Italia                                  | 3:0     | Serbia | Rewirpowerstadion, Bochum                  |                                            |
|                           | De Rossi 32' · Bovo 83' · Gilardino 85' | Reporte |        | Árbitro(s): Luis Medina Cantalejo (España) | Árbitro(s): Luis Medina Cantalejo (España) |

| Bandera de Italia |
| Campeón           |
| Italia            |
| 5.o título        |

## Goleadores
| Jugador           | Selección           | Goles |
| ----------------- | ------------------- | ----- |
| Johan Elmander    | Suecia              | 4     |
| Alberto Gilardino | Italia              | 4     |
| Markus Rosenberg  | Suecia              | 3     |
| Hugo Almeida      | Portugal            | 3     |
| Benjamin Auer     | Alemania            | 2     |
| Danko Lazović     | Serbia y Montenegro | 2     |
| Daniele De Rossi  | Italia              | 2     |
| Giuseppe Sculli   | Italia              | 2     |